# Kokuritsu Ainu Minzoku Museum
Kokuritsu Ainu Minzoku Museum (japanska: 国立アイヌ民族博物館) är ett japanskt museum i Shiraoi, Hokkaidō, Japan, som visar ainu-folkets historia och kultur. 
Museet ingår som en av tre delar i "Upopoy" ("att sjunga i en stor grupp"), vid sidan av National Ainu Park och en minnesplats på en kulle på den östra sidan av sjön Poroto.
Museet ersätter det tidigare Ainu Museum på samma plats. Det tidigare museet låg bredvid en rekonstruerad ainu-by (kotan). Denna by finns kvar på områdets västra sida.  

## Permanenta utställningar
Föremålen visas under ett antal temata: ainuspråket, historia, ainus begreppsvärld, ainukulturens näringar (jakt, samlande, fiske, jordbruk), levnadssätt (mat, kläder), bostäder, musik och dans samt handelsutbyte med omgivande folk.

## Bildgalleri

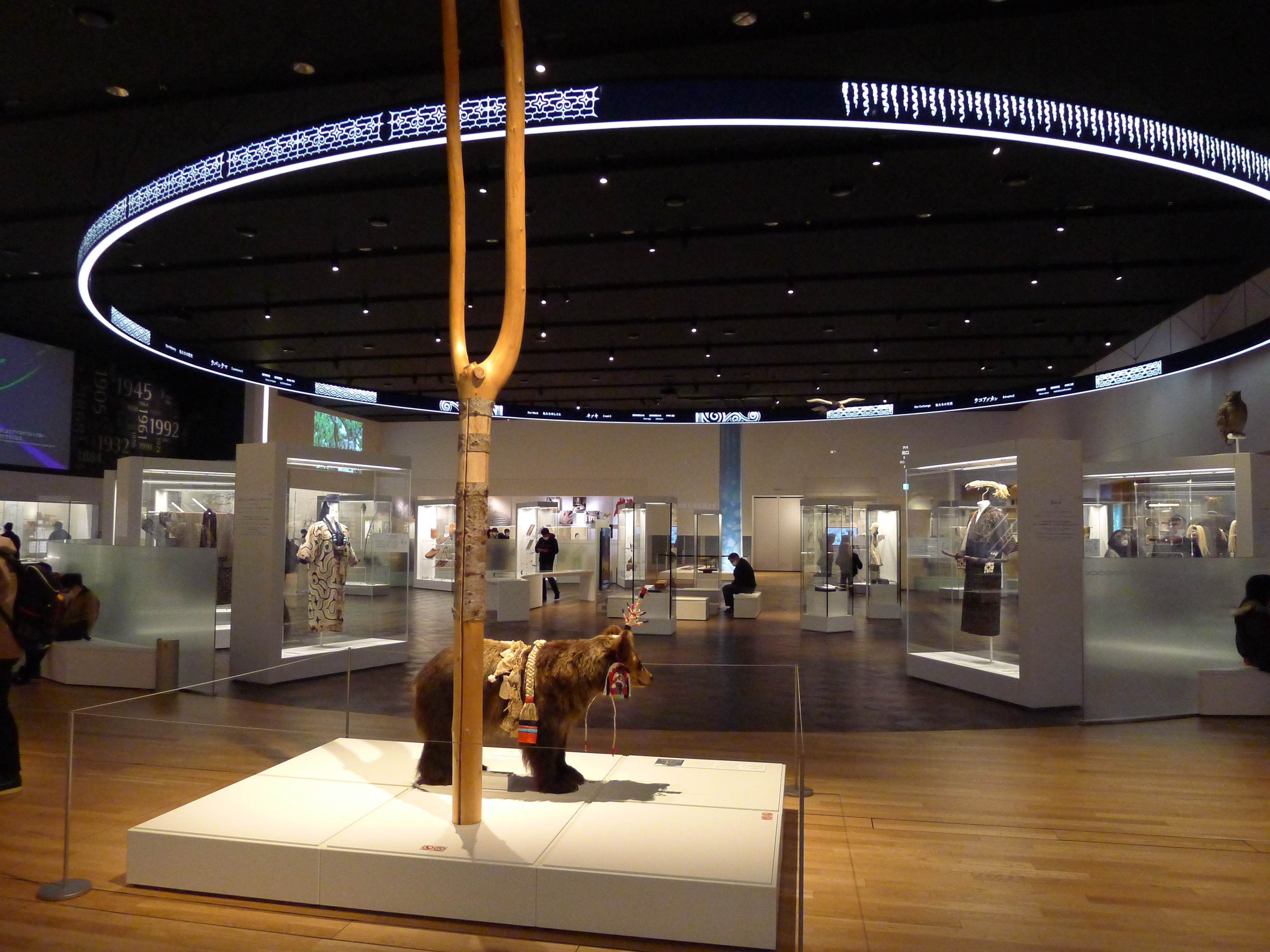
Interiör
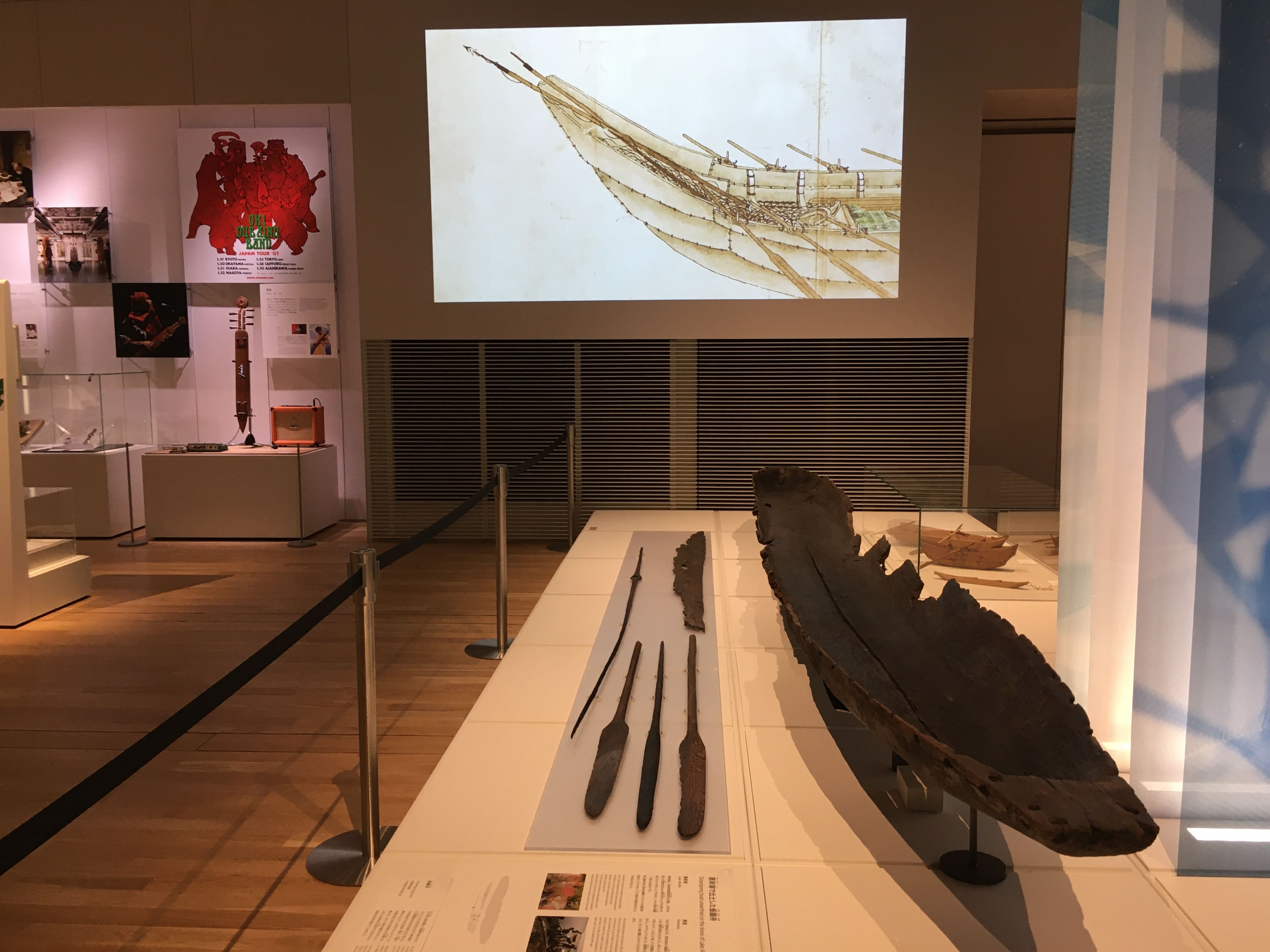
Ainu-båt
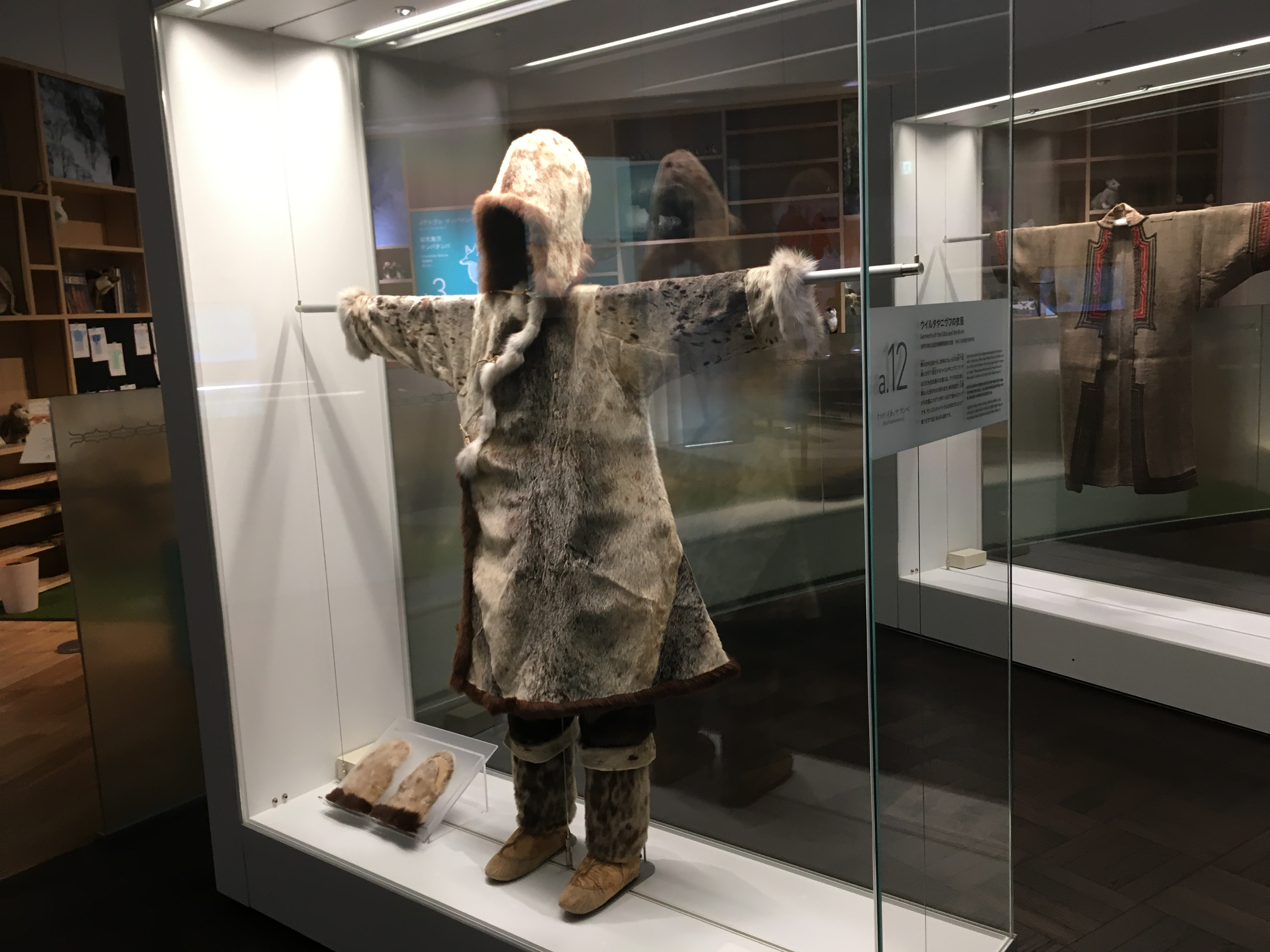
Utställningsmonter
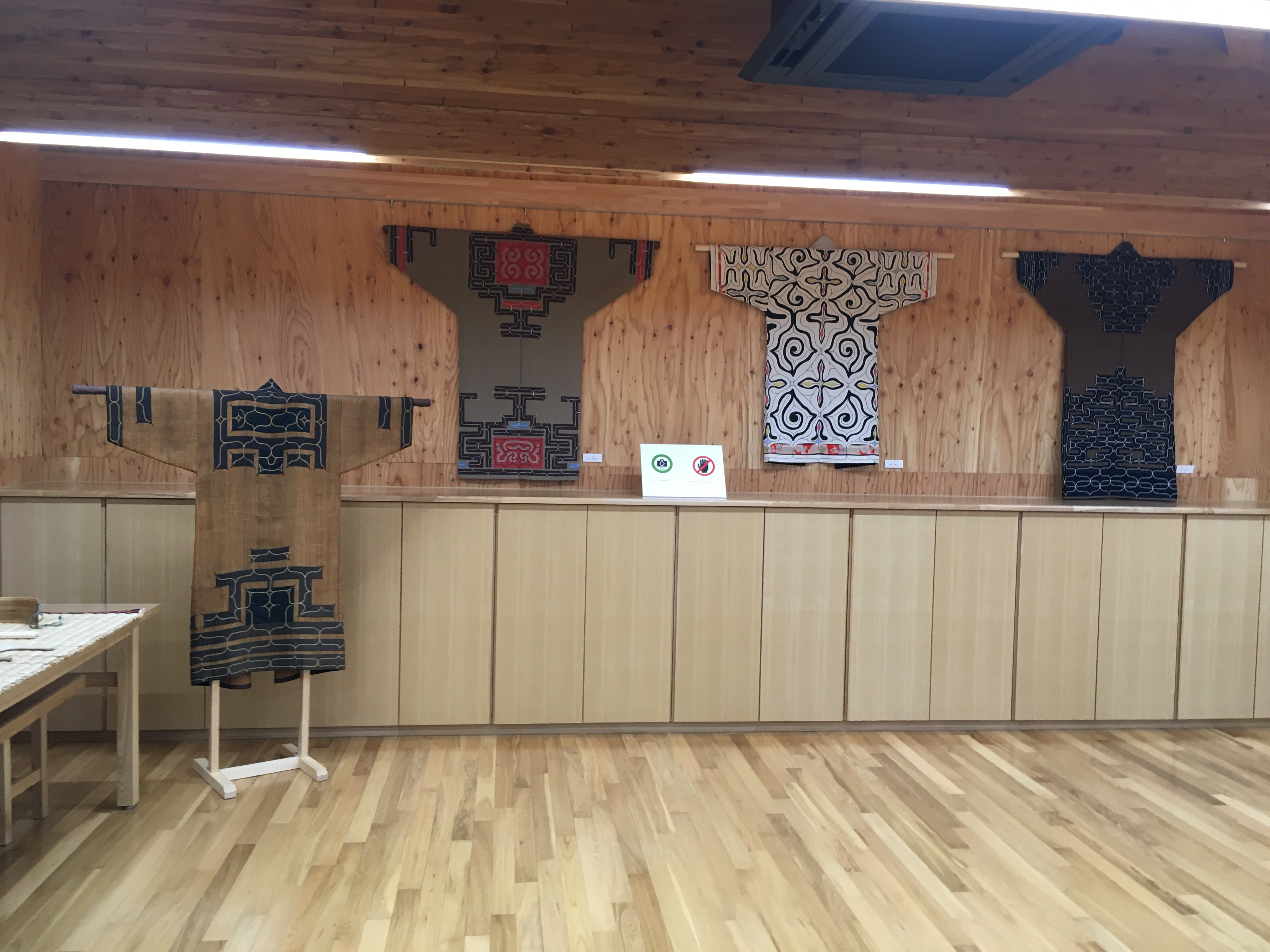
Klädedräkter
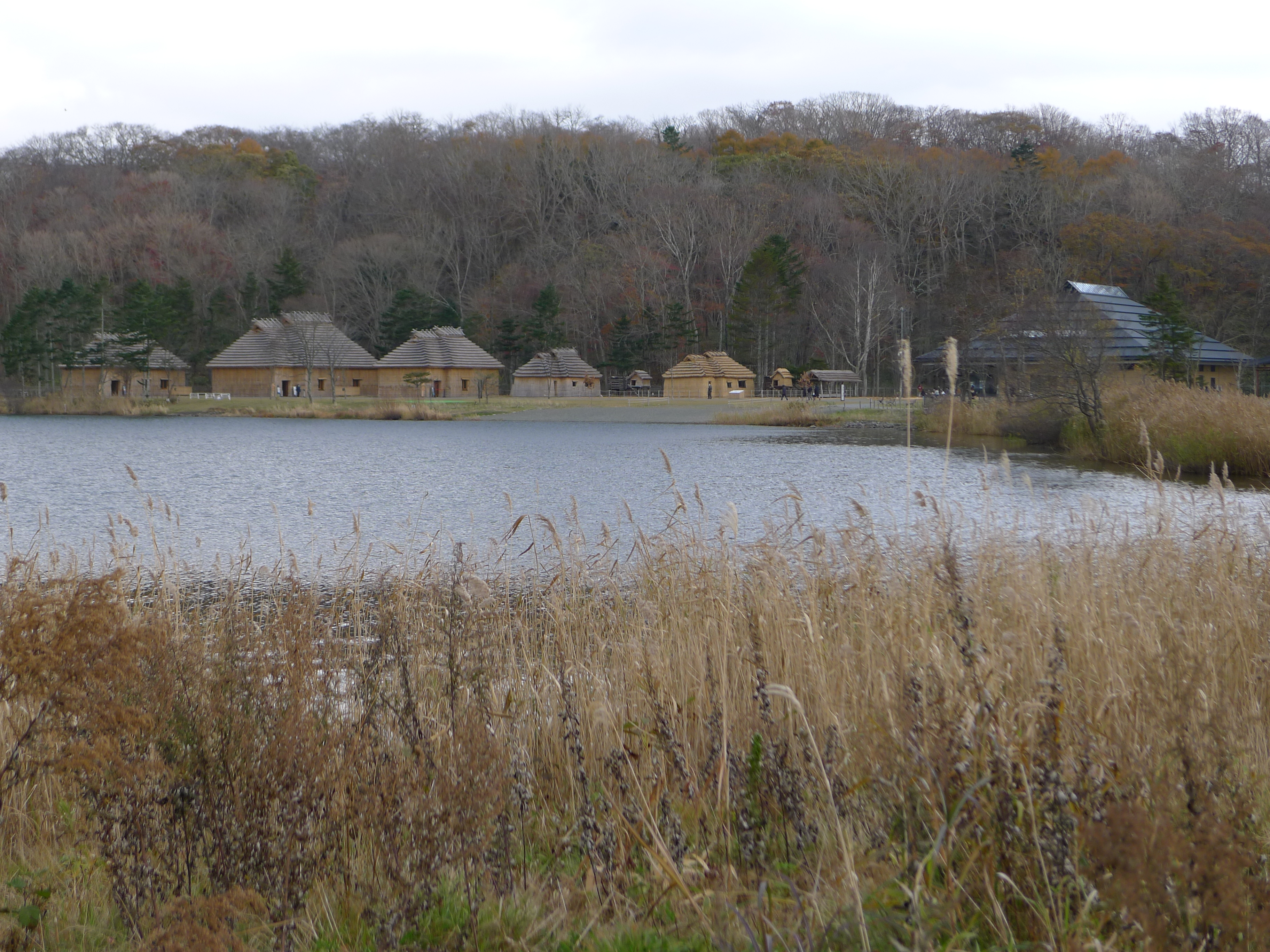
Museibyn sedd över sjön Poroto
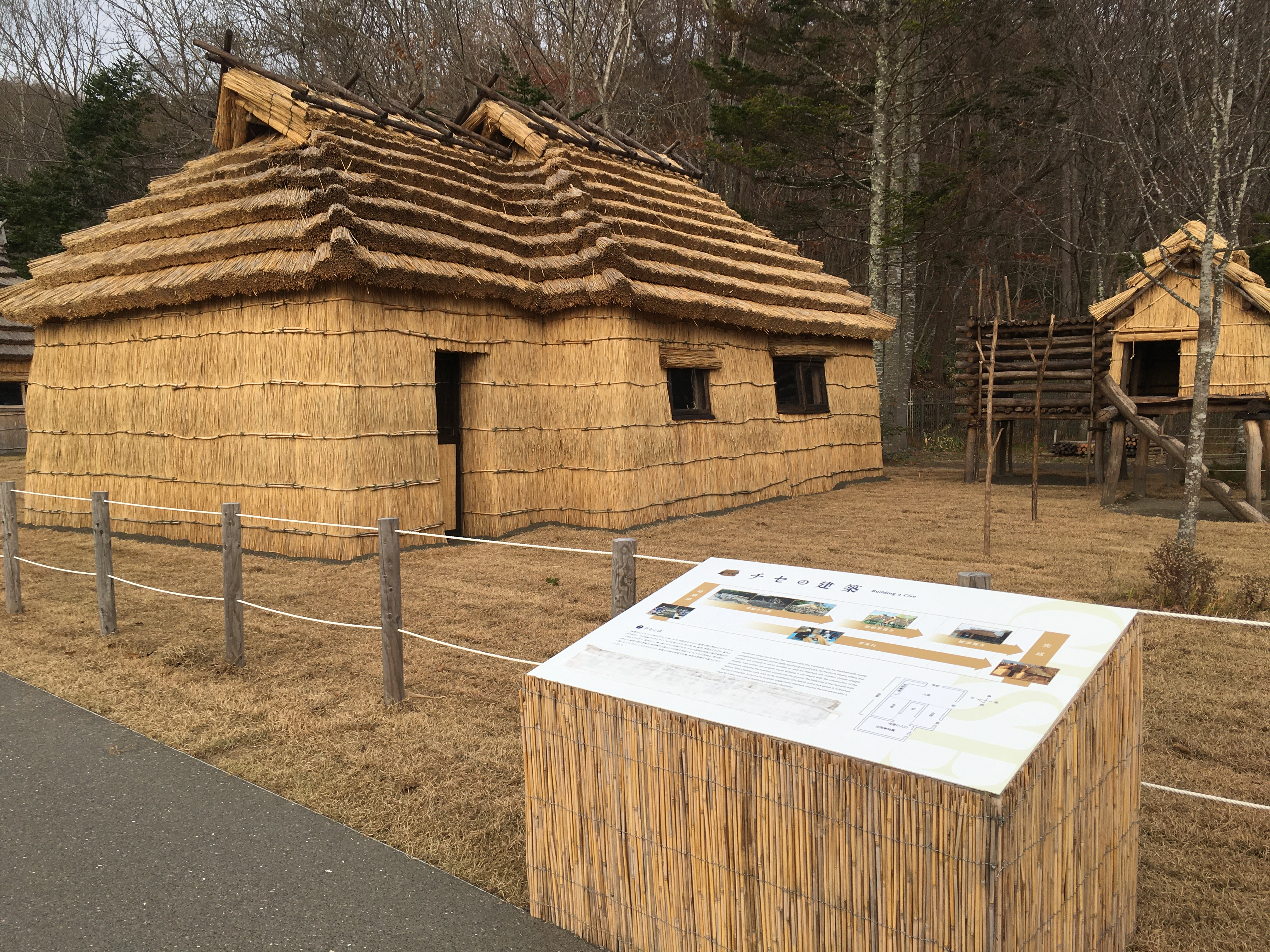
Museibyn